# 해파첨심
《해파첨심》(중국어: 海派甜心, 병음: Hǎi pài tián xīn 하이파이톈신[*], 영어: Hi My Sweetheart 하이 마이 쉬트하트[*])은 루오즈샹 (羅志祥), 양승림 (楊丞琳), 이위 (李威)가 출연한 2009년 타이완 드라마다. Comic Ritz International Production (可米瑞智國際藝能有限公司) 와 차이즈핑 (柴智屏) 이 제작했고 린허룽 (林合隆) 이 연출했다. 촬영을 2009년 7월 26일에 시작해서 2009년 11월 23일에 끝냈다. 그리고 대만 가오슝과 중국 항저우에서 촬영했다.
대만 지상파 방송인 중화텔레비전공사에서 2009년 11월 1일부터 2010년 1월 31일까지 매주 일요일 밤 10시에서 11시 30분까지 방송되었고, 케이블 방송인 갈라 텔레비전 (八大綜合台)에서 2009년 11월 8일부터 2010년 2월 7일까지 매주 일요일 밤 8시에서 9시 30분까지 방송되었다.
14개의 에피소드 시리즈는 그들의 대학 시절부터 시작해 20대 후반까지의 쉬에하이와 천바오주의 로맨스를 전개된다.
《해파첨심》에서 루오즈샹은 2010년에 최우수 작품상과 최우수 남우주연상을 포함하여 제45회 금종상의 5개 부분 후보에 선정되었다. 이 드라마에서 천바오주 역할을 맡은 양승림이 10월에 시상식에서 최우수 여우주연상을 받았다.

## 개요
쉬에하이 (루오즈샹)는 부유한 가정에 태어났지만, 확실한 바보였고 그의 삶 대부분은 그의 큰 누나인 쉬에보에 의해 보호를 받았다. 20세가 된 어느 날, 그는 편안한 지역에서 나와 항저우에서 유학하기로 결정했다. 가산의 후계자로 그의 신분을 보호하기 위하여 쉬에보는 가난한 학생이어야 하는 "린다랑"이라는 가명을 그에게 주었다.
다랑은 저장 대학에서 괴상하고 친구가 없고, 모든 방면에서 남자들을 능가하는 사회적인 반항아인 천바오주 (양승림)를 만나게 된다. 린다랑은 그녀와의 우정에 절대적으로 끈질겨지고 그녀의 방치된 삶에 끝없이 평화로움과 지속적인 변화를 줄 수 있는 응원과 수용을 해준다. 린다랑의 배경을 모른 채, 바오주는 그에게 일상생활의 규범과 사회적인 첫걸음을 가르친다. 그녀가 경계를 낮추기 시작하면서 다랑은 그녀와 항상 함께할 것을 맹세하고, 그들은 사랑에 빠지게 된다. 이 시간 동안, 천바오주의 아버지는 그녀와 그녀의 어머니를 뒤에 남겨둔 채로 파산하고 도망을 가게 된다. 바오주 아버지의 가난과 실패를 예로 들면서, 바오주 어머니는 그녀의 딸과 린다랑의 관계를 받아들이기를 거부하고 그녀에게 다랑과 헤어지기를 명령하고 그렇지않으면 그의 졸업을 막을 것이라고 한다. 다랑을 위해 두려움 때문에 바오주는 쪽지로 그녀의 어머니에게 거짓말을 하고, 중매결혼을 동의한다. 그러나 바오주는 몰래 다랑과 달아나기로 계획을 한다. 그와 동시에 그 갈등을 알지 못하는 다랑은 천바오주에게 청혼과 자신의 진짜 신분과 재산을 고백하기를 바란다. 바오주의 생일에 둘 다 공동 미래에 대한 서로의 상호 목적을 모른 채, 다랑과 천바오주는 만나기로 계획한다. 다랑은 약혼반지를 구매하고 약속 장소로 향하지만 천바오주가 린다랑을 만나러 떠났을 때, 그녀는 차에 치이고 기절해 몇 달간 의식을 잃는다. 다랑은 계속 기다렸지만, 그녀는 끝내 나타나지 않았다. 걱정한 다랑은 나중에 그녀의 집에 찾아가고 천바오주의 어머니는 바오주가 남긴 쪽지를 그에게 보여주면서 거짓말을 하고 그녀가 유럽에 있고 돈을 보고 다른 사람과 곧 결혼할 것이라고 알린다. 바오주의 진짜 계획을 알지 못하고 다랑은 그의 첫사랑에 무모하게 버려졌다고 결론을 내린다. 쉬에하이는 다랑이라는 가명을 버리고 삶에 그의 단순한 순수함을 잃고, 다시는 관계에 전념하지 않도록 맹세한다.
3년 후, 가오슝에 돌아온 쉬에하이는 자신 스스로 자기중심적인 바람둥이로 변하고 이제는 그의 재산을 감추지 않게 된다. 새로운 쉬에하이는 자신이 상처를 입힐 수 없다고 믿는다. 쉬에하이는 티엔신 또는 스위트하트라고 불리는 지역의 DJ를 하는 바오주의 낯익은 목소리를 라디오에서 우연히 듣게 된다. 쉬에하이는 새로운 사람처럼 바라보고 행동하고, 그리고 느낀다. 지금 알아볼 수도 없게 기분이 엉망인 쉬에하이는 바오주에 대한 복수를 하기 위해 라디오 방송국을 사들인다. 그의 목표는 그녀가 그의 새로운 모습과 사랑에 빠지도록 강요하고 그런 다음에 복수로 그녀를 가혹하게 차 버리는 것이었다. 그러나 그녀의 고등학교 선배이자 유도 지도자인 허옌펑 (이위)이 바오주와 같이 있는 것을 본 후, 쉬에하이는 질투하고 이내 자기가 아직도 그녀를 사랑한다는 것을 깨닫게 된다. 쉬에하이는 종종 사랑인지 복수인지 잊으면서 계속해서 그녀를 쫓는 동시에 그의 관심을 바오주와 그녀의 "남자 친구"와의 관계를 망치는 것에 놓는다. 나중에 줄거리에서 라디오 방송국에 불이 나고 바오주는 건물 안에 갇혀있게 된다. 쉬에하이는 그의 사랑을 지키기 원해 그녀를 구하려 급히 달려가지만, 바오주를 보호하는 사이 머리를 맞은 후 나무 기둥에 갇혀서 나갈 수 없게 된다. 그는 그녀에게 떠나라고 재촉하고 허옌펑이 데려간다. 소방관이 와서 그가 의식을 잃은 것을 발견하고 구출해서 즉시 병원으로 데려간다. 그가 심각하게 다친 사실로 심란한 바오주는 그것은 그녀의 잘못이라는 걸 확신하고 그가 진정으로 그녀를 사랑하고 그가 다랑이든 쉬에하이든 그녀도 그녀를 사랑한다는 것을 깨닫는다.
쉬에하이가 깨어날 때, 그곳에는 아무도 없고 그는 비틀거리며 병원을 나가 어머니와 딸이 운영하는 장난감 가게로 가게 된다. 그들은 친절하게 그를 받아준다. 쉬에하이는 자신의 실제 정체를 전혀 모르고 예전의 다랑으로 산다. 바오주는 그 가게를 우연히 발견해서 쉬에하이를 찾지만, 그가 그녀를 포함하여 모두를 잊었다는 것을 깨닫는다. 그를 돌아오게 하려고 결심하며 그녀는 그를 자신과의 이전 관계를 생각나게 하는 많은 장소로 데리고 간다. 그가 자기를 기억하지 않으며 실은 그 상점의 주인의 딸인 미카를 좋아한다는 것을 깨달은 후 그녀는 허옌펑과 함께 미국으로 떠날 것을 결정한다. 그러나 그녀가 그것을 고려할 기회를 얻기 전에, 다랑은 자신을 인질로 잡고 싶어하는 큰누나의 사악한 남자친구에 의해 납치된다. 그는 탈출하려고 노력할 때 기절하고 드디어 마침내 모두를 기억하지만, 그녀가 아직도 허옌펑과 함께한다고 생각하고 다시는 망치고 싶지 않았기 때문에 바오주를 기억한다는 것을 거짓말하기로 한다. 그는 다시 쉬에하이로 변하지만, 그러나 여전히 다랑의 바보 같은 모습을 유지한다. 바오주의 생일에 술에 취한 다랑은 잘못하여 바오주에게 그의 비밀을 드러내는 생일축하 인사말을 이메일로 보내게 된다. 그는 한밤중에 일어나 그의 비밀을 알아내는 바오주의 대가를 치를 수 있어서 그녀의 노트북에 있는 이메일을 삭제하려고 했다. 바오주는 다랑이 모두에게 자기를 기억한다는 것에 대해 거짓말했던 것을 알아내지만, 다랑은 이것을 알아차리지 못한다. 그날 아침, 바오주는 단지 그를 방해하려고 다랑을 찾아가지만 결국 그녀는 그들의 독점적으로 특별한 장소로 그를 초대하여 다랑을 놀라게 한다. 다랑은 자기가 아직도 바오주와 같이한 추억들을 기억한다는 모습에 걸려든다. 바오주는 다랑이 내내 거짓말 하고 있었다는 것을 자신이 알고 있었다고 자백한다. 그녀는 다이아몬드 반지가 들어간 작은 상자를 다랑에게 던지고 바오주는 그가 동의한 프러포즈를 다랑에게 하고, 그리고 그들은 그 후로도 행복하게 살았다.

## 출연진

### 주요 출연자
| 배우              | 역할                            | 관계                                              |
| ----------------- | ------------------------------- | ------------------------------------------------- |
| 루오즈샹          | 쉐하이 (薛海) / 린다랑 (林達浪) |                                                   |
| 양승림            | 천바오주 (陳寶茱)               |                                                   |
| 이위 (李威)       | 허옌펑 (何言風)                 | 쉬에하이의 경쟁자이자 천바오주의 고등학교 선배    |
| 우야신 (吳亞馨)   | 모리 (莫莉)                     | 바오주의 경쟁자이자 쉬에하이/린다랑의 예전 짝사랑 |
| 팡팡 (方芳)       | 쉐보 (薛波)                     | 쉬에하이의 큰 누나                                |
| 샹위지에 (向語潔) | 쉐페이 (薛佩)                   | 쉬에하이의 작은 누나                              |

### 보조 출연자
| 배우              | 역할                          | 관계                                          |
| ----------------- | ----------------------------- | --------------------------------------------- |
| 소정 (邵庭)       | 왕예첸 (王野倩)               | 바오주의 강적                                 |
| 장이미 (娜娜)     | 리자자 (李佳佳)               | 바오주의 강적                                 |
| 왕위에 (王月)     | 왕위란 (王玉蘭)               | 바오주의 어머니                               |
| 원슈아이 (文帥)   | 천룬파 (陳潤發)               | 쉐이보의 남자친구                             |
| 지앙치린 (江奇霖) | 바솽 (巴雙)                   | 쉬에하이의 항저우 룸메이트                    |
| 리우루이 (劉銳)   | 우커 (伍科)                   | 쉬에하이의 항저우 룸메이트                    |
| 천비웨이 (陳筆威) | 가오강 (高剛)                 | 쉐이하이 & 바오주의 반 친구이자 괴롭히는 학생 |
| 스전롱 (史振龍)   | 아건 (阿根)                   | 까오깡의 들러리                               |
| 인총전 (尹崇珍)   | 후이민 (慧敏)                 | 쉬에하이의 비서                               |
| 조청문 (賴亭君)   | 크리스티나                    | 쉬에하이의 여자친구                           |
| 시에리진 (謝麗金) | 라디오 방송국 감독 (電台台長) | 바오주의 상사                                 |

## 멀티미디어

### 음악
- 오프닝 테마곡: "愛瘋頭" (애풍두) - 루오즈샹
- 엔딩 테마곡: "雨愛" (우애) - 양승림

삽입곡
- "青春鬥" (청춘투) - 양승림
- "匿名的好友" (익명적호우) - 양승림
- "愛不單行" (애불단행) - 루오즈샹
- "生理時鐘" (생리시종) - 루오즈샹
- "In Your Eyes" - 양승림 & 루오즈샹

곡들은 각각의 아티스트에 의해 발표되었다. 《루오즈샹 - 7집 앨범 Rashomon & 양승림 - 5집 앨범 Rainie & Love...?》

### 도서
- 해파첨심 TV 드라마 소설 (海派甜心電視小說) - ISBN 978-986-7010-99-5[3]
- 해파첨심 포토북 (海派甜心電視寫真) - ISBN 978-986-6278-00-6[4]

## 시청률
아래의 파란색 숫자는 '최저 시청률'이고, 빨간색 숫자는 '최고 시청률'입니다. 시청률조사회사와 지역별로 시청률에 차이가 있을 수 있습니다.
| 회차   | 방송일           | 평균치 | 순위 | 최고치 | 설명                                                                   |
| ------ | ---------------- | ------ | ---- | ------ | ---------------------------------------------------------------------- |
|        | 2009년 10월 25일 | 1.48   | 2    |        | 해파첨심 비하인드신 스페셜 你是海派我甜心-幕後特輯                     |
| 제1회  | 2009년 11월 1일  | 2.19   | 2    |        |                                                                        |
| 제2회  | 2009년 11월 8일  | 2.09   | 2    |        |                                                                        |
| 제3회  | 2009년 11월 15일 | 1.93   | 2    |        |                                                                        |
| 제4회  | 2009년 11월 22일 | 2.21   | 2    |        |                                                                        |
| 제5회  | 2009년 11월 29일 | 2.67   | 2    |        |                                                                        |
| 제6회  | 2009년 12월 6일  | 2.91   | 2    | 3.50   |                                                                        |
| 제7회  | 2009년 12월 13일 | 2.92   | 2    |        |                                                                        |
| 제8회  | 2009년 12월 20일 | 3.07   | 2    |        |                                                                        |
| 제9회  | 2009년 12월 27일 | 3.52   | 2    | 4.17   |                                                                        |
| 제10회 | 2010년 1월 3일   | 4.12   | 2    | 5.64   | 120분                                                                  |
| 제11회 | 2010년 1월 10일  | 4.08   | 2    | 5.10   | 120분 CTV 도화소매 종영                                                |
| 제12회 | 2010년 1월 17일  | 4.26   | 2    | 5.23   | 120분 전체적으로 258만 명이 시청했다. CTV 취상뢰저니 비하인드신 스페셜 |
| 제13회 | 2010년 1월 24일  | 5.14   | 2    | 6.88   | 135분 CTV 취상뢰저니 전 세계 시사회                                    |
| 제14회 | 2010년 1월 31일  | 5.00   | 2    | 5.43   | 45분 CTV 취상뢰저니 첫 방송                                            |
| 평균   | 평균             | 3.29   | 2    |        |                                                                        |

## 경쟁 프로그램
- 중국텔레비전공사 (CTV) (中視): 도화소매 / 취상뢰저니
- 타이완텔레비전공사 (TTV) (台視): 하일참행복
- 민간전민텔레비전공사 (FTV) (民視): 화려한 일족

## 수상 및 후보 목록
| 후보     | 수상 부문         | 결과 |
| -------- | ----------------- | ---- |
| 해파첨심 | 최우수 작품상     | 후보 |
| 루오즈샹 | 최우수 남우주연상 | 후보 |
| 양승림   | 최우수 여우주연상 | 수상 |
| 팡팡     | 최우수 여우조연상 | 후보 |
| 린허룽   | 최우수 감독상     | 후보 |

## 제작진
- 프로듀서: 차이즈핑 (柴智屏)
- 실행 제작자: 린인셩 (林寅生), 리우위청 (劉玉成)
- 극본 조정: 안지에 (安婕)
- 작가: 양비펑 (楊碧鳳), 지앙화 (蔣家驊), 천홍지에 (陳虹潔), 루오시니 (羅茜妮)
- 연출: 린허룽 (林合隆)
- 조연출: 리뚜안치엔 (李端倩)
- 촬영 감독: 황펑밍 (黃峰銘)
- 편집자: 천리런 (陳立人), 린위쉰 (林于薰)
- 연출대본: 왕위쉰 (王郁勳)
- 음악 편곡자: 천치 (陳建騏), 천쯔청 (陳子澄)
- 음악 감독: 천치엔아 (陳倩如)
- 음악 프로듀서: 리지시안 (李繼賢)
- 레이블: 골드 타이푼 (타이완), 소니 뮤직 타이완